# Amathillopsis grevei
Amathillopsis grevei is een vlokreeftensoort uit de familie van de Amathillopsidae. De wetenschappelijke naam van de soort is voor het eerst geldig gepubliceerd in 1961 door J.L. Barnard.